# Rynek 7 (Lublin)

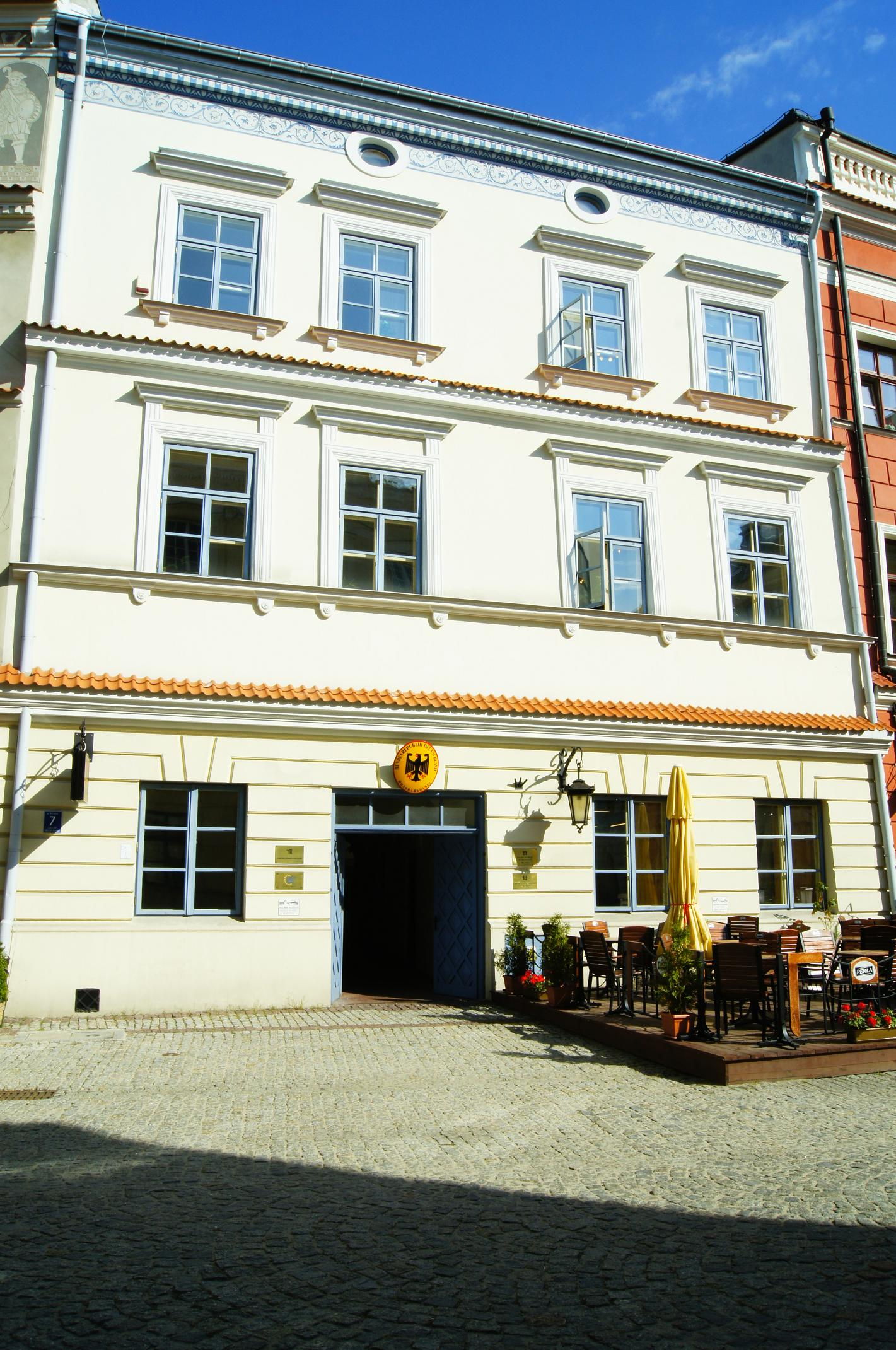
Gebäude bei Rynek 7 in Lublin

Das Gebäude an der Adresse Rynek 7 befindet sich in der historischen Altstadt von Lublin in Polen, genauer: am Marktplatz. 

## Geschichte
In einer Aufzeichnung von 1612 wird ein geplanter Verkauf des Hauses 1488 durch Jadwiga Kuminożyna erwähnt. Die erste Erwähnung des Gebäudes stammt von 1522. Zu dieser Zeit war es im Besitz der Skromowski-Familie und wurde bis 1540 umgebaut. Ausgehend vom Ende des 16. Jahrhunderts bis zur Mitte des 17. Jahrhunderts gehörte das Haus, mit wenigen Unterbrechungen, der Mężyk-Familie. Anfang des 17. Jahrhunderts wurde die Renaissancefassade geschaffen und das Haus um ein drittes Geschoss erweitert. Ab 1666 bis in das 20. Jahrhundert wechselte es häufiger seine Besitzer und wurde dann von einem Lubliner Stadtrat und Bürgermeister erworben. Eine grundlegende Renovierung wurde im Jahr 1782 fertiggestellt. 1938 und 1954 wurde die Fassade erneut geändert, seitdem ist diese bis heute erhalten. Die Innenaufteilung des Gebäudes entspricht noch dem Zustand aus der Renaissance aus dem Anfang des 17. Jahrhunderts. Im ersten Obergeschoss befindet sich eine profilierte Balkenholzdecke mit Dekorierungen von Blumendarstellungen, die in den 1990er Jahren freigelegt wurde. Unterhalb der Balkendecke ist ein umlaufender polychromer Fries vorhanden.